# Enrique López Albújar
Enrique López Albújar (Chiclayo, 23 de noviembre de 1872-Lima, 6 de marzo de 1966) fue un escritor y poeta peruano. Cultivó diferentes estilos en la narrativa y es reconocido como el iniciador de la corriente indigenista del siglo XX, retomando la temática de Narciso Aréstegui y de Clorinda Matto de Turner y proponiendo un nuevo naturalismo que incluía la indagación psicológica. Incorpora las formas del cuento moderno para dar cuenta del mundo andino, del indio de carne y hueso, con sus creencias y formas de violencia. Se le considera como el primer narrador en construir una imagen verosímil del indio peruano. Sin embargo, su obra más conocida es la novela negrista Matalaché, ambientada en la costa piurana y que narra la historia de amor entre un esclavo mulato y la hija de un hacendado criollo, en las postrimerías de la colonia.
Fue en Piura en donde creció y realizó sus estudios elementales. Sus estudios secundarios los realizó en Lima, para luego ingresar a la Universidad de San Marcos. Se recibió de abogado; también fue profesor y periodista. Influenciado por la prédica de Manuel González Prada, incursionó en la política y militó en el Partido Liberal. Después de una activa labor en el periodismo, se dedicó a la magistratura, desempeñándose como juez en diversas regiones del Perú (Huánuco, Piura, Lambayeque y Tacna).

## Biografía
Enrique López Albújar fue hijo de Manuel López Vilela y de Manuela Albújar Bravo, ambos de ascendencia piurana. Por sus venas corría sangre española, indígena y africana. Nació en la hacienda Pátapo, cerca de Chiclayo, donde su padre trabajaba. Su infancia transcurrió en Piura y Morropón, por lo que se consideró siempre piurano. 
Cursó sus estudios primarios en diversos planteles de Piura, y los secundarios en Lima, primero en el Liceo Preparatorio Marticorena (1886-1888), y luego en el Colegio Nacional Nuestra Señora de Guadalupe (1889-1890).
Ingresó a la Universidad Nacional Mayor de San Marcos, donde cursó Derecho. Simultáneamente se dedicó a la política y al periodismo, escribiendo valientemente, en prosa y en verso, contra el militarismo imperante entonces en la política de los años 1890 (gobiernos de Remigio Morales Bermúdez y Andrés A. Cáceres). Junto con José Santos Chocano y Mariano H. Cornejo editó el semanario La Cachiporra. También colaboró en La Tunda de Belisario Barriga, donde publicó unos versos contra el general Cáceres que le acarrearon un juicio, del que resultó absuelto, ante los aplausos del público (1893). Sin embargo, nuevas osadías poéticas le valieron una prisión entre octubre y noviembre de 1894. Gracias a las influencias de su padre obtuvo su liberación. Al año siguiente publicó su primera obra literaria: Miniaturas, libro de poemas, en colaboración con Aurelio Arnao. Se trataba de breves semblanzas de bellas damas de la alta sociedad limeña, acompañadas de sus fotografías (1895).
Influenciado por la prédica de Manuel González Prada, manifestó un gran afecto hacia lo indígena, así como repulsión por el caciquismo y el feudalismo. En 1898 presentó su tesis universitaria que versaba sobre «La injusticia de la propiedad del suelo», que fue rechazada al ser considerada subversiva. Finalmente, se graduó de bachiller en Derecho con la tesis «¿Debe o no reformarse el artículo 4º de la Constitución?» (1900).
Regresó a Piura, donde se recibió de abogado ante la Corte Superior de Justicia (1901). Se enroló en el Partido Liberal de Augusto Durand y fundó en Piura el comité local partidario, en 1904. Desde este año, hasta 1908, editó el semanario El Amigo del Pueblo, en cuyas páginas hizo una campaña contra el gamonalismo (latifundismo).  Para combatir esta prédica agitadora, el prefecto de Piura, Germán Leguía y Martínez, fundó en 1905 El Sol, periódico conservador que no consiguió neutralizar la popularidad que alcanzó El Amigo del Pueblo entre las masas desposeídas. Su militancia en el Partido Liberal duró hasta 1911.
Entre 1911 y 1913, actuó, por breves lapsos, como juez interino en Piura y Tumbes. En 1916 fue abogado de los huelguistas de Talara y Negritos. Colaboró por entonces en diversos periódicos de Piura, en los que publicó varios cuentos, que póstumamente serían recopilados. Fue también profesor de Historia en el Colegio Nacional San Miguel de Piura.
En julio de 1916, Augusto Durand lo llamó a Lima para que ejerciera de redactor-jefe del diario La Prensa. Tras seis meses de desenvolver esta labor, solicitó del presidente José Pardo y Barreda un cargo judicial, que le fue concedido, dedicándose desde entonces de manera permanente a la magistratura.
Fue juez de primera instancia en Huánuco (1917-1923), y luego en Piura (1923-1928). De su experiencia en la judicatura de Huánuco nacieron sus Cuentos andinos, que escribió aprovechando una suspensión de tres meses en su cargo de juez, a raíz de una sentencia suya en la que absolvió de la acusación de doble adulterio a un hombre y una mujer (aduciendo que el amor debía ser libre). Dicha obra se publicó en 1920 y que mereció una segunda edición en 1924, marcando el inicio del nuevo indigenismo, distinto al del siglo XIX. 
Pasó luego a ser vocal de la Corte Superior de Lambayeque (1928-1931) y de la de Tacna (1931-1947), hasta su jubilación. En el ínterin siguió publicando otras obras, entre las que destacan De mi casona (1924), Matalaché (1928) y Nuevos cuentos andinos (1937).
Fue reconocido con el Premio Nacional de Novela, la Medalla del Congreso y el título de doctor honoris causa de la Universidad de San Marcos, entre otras condecoraciones. Ya convertido en todo un patriarca de las letras peruanas, falleció en Lima, a la avanzada edad de 93 años.

## Valoración
Inicialmente, escribió cuentos de carácter modernista y generalmente fantásticos, publicados en la prensa. 
Como resultado de su estancia en Huánuco como juez de primera instancia, en 1920 publicó Cuentos andinos, obra que marcó el nacimiento de un nuevo indigenismo. La fuente de su inspiración fue precisamente los casos judiciales protagonizados por indígenas del más variopinto tipo. Narra muchas veces historias violentas, siguiendo el estilo real-naturalista, dando a conocer al indio como primer personaje, sin el tratamiento paternalista como había ocurrido en el pasado, sino como verdadero ser humano, resaltando sus virtudes, sus vicios y, sobre todo, su humanidad. En ese sentido se diferencia del indigenismo del siglo XIX, el de Narciso Aréstegui y Clorinda Matto de Turner. Escritores posteriores como José María Arguedas le achacaron tener la visión deformada del juez que sólo conoce a los indios sentados en el banquillo de los acusados, pero a su favor está el hecho que esa visión era parte de la realidad que conocía y que escogió libremente, aunque fuera solo una visión parcial y quizás hasta prejuiciosa. Por eso, tal vez, a diferencia de otros narradores, en la obra de López Albújar no es la fuerza de la naturaleza, ni la opresión de los indios, los asuntos que aparecen en primer plano: es la psicología de los personajes, la naturaleza trágica de los acontecimientos. Cuentos andinos atrajo la atención de críticos europeos, como Miguel de Unamuno, que celebró los relatos.
En 1924, publicó De mi casona, uno de sus más hermosos libros, donde narra los recuerdos de su infancia en Piura y donde también se vislumbra el tema social.
En 1928 publicó la novela Matalaché, de carácter naturalista, sobre un tórrido romance entre una criolla y un esclavo mulato en las postrimerías de la colonia. El mismo autor consideró a esta novela como retaguardista, en contraposición del vanguardismo entonces vigente, cuya trama nos sitúa en una hacienda productora de jabón al norte de Piura, a inicios del siglo XIX. Aquí adquiere gran relevancia el personaje afroperuano. La novela denuncia el esclavismo y la discriminación sexual, y propone la tesis de que solo la pasión amorosa puede sobrepasar las barreras de las diferencias sociales y raciales.
Sus siguientes obras narrativas fueron: Nuevos cuentos andinos (1937), continuación de los Cuentos andinos tanto en el estilo como en los caracteres; y El hechizo de Tomayquichua (1943), novela costumbrista ambientada en el valle de Huánuco.
Tras haber sentado las bases del indigenismo, en los años 1950, terminó escribiendo cuentos realistas de temática urbana, que aparecen en su libro Las caridades de la señora Tordoya (1955).

## Obras

### Narrativa
- Cuentos andinos (1920), colección de cuentos indigenistas.
- De mi casona (1924), memorias de su infancia en Piura.
- Matalaché (1928) novela negrista ambientada en la época colonial.
- Nuevos cuentos andinos (1937), continuación de Cuentos Andinos.
- El hechizo de Tomayquichua (1943), novela costumbrista ambientada en Huánuco.
- Las caridades de la señora Tordoya (1955), cuentos realistas de temática urbana. Premio Nacional de Narrativa 1950.

Es de destacar la labor investigadora y de exégesis de Raúl Estuardo Cornejo, que recopiló diversos cuentos y crónicas de López Albújar aparecidas en la prensa escrita: La mujer Diógenes; Cuentos de arena y sol; Palos al viento (1972).
Otra recopilación de cuentos fue editado por José Jiménez Borja con el título de La diestra de don Juan (1973).

### Poesía
- Miniaturas (1895), en colaboración con Aurelio Arnao, es una colección de poesías en verso y en prosa dedicadas a bellas damas de la sociedad limeña, acompañadas de sus fotografías.
- De la tierra brava (1938), poemas “afro-yungas”.
- Lámpara votiva (1964), poesías inspiradas en temas tacneños.

### Otras obras
- Calderonadas (1929), miscelánea literaria.
- Los caballeros del delito (1936), estudio de sociología criminal peruana.
- Memorias (1963).